# Cel mai bun handbalist al anului-IHF
Cel mai bun jucător al anului este un titlu acordat anual de către Federația Internațională de Handbal (IHF), cu începere din 1988, celui mai bun jucător de handbal din anul respectiv. Titlul se acordă atât la masculin cât și la feminin, și are la bază performanțele realizate de cel nominalizat în toate competițiile organizate de IHF.

## Masculin
| An   | Câștigător             | Țara                 |
| ---- | ---------------------- | -------------------- |
| 1988 | Veselin Vujović        | Iugoslavia           |
| 1989 | Kang Jae-Won           | Coreea de Sud        |
| 1990 | Magnus Wislander       | Suedia               |
| 1991 | Nu s-a acordat         | Nu s-a acordat       |
| 1992 | Nu s-a acordat         | Nu s-a acordat       |
| 1993 | Nu s-a acordat         | Nu s-a acordat       |
| 1994 | Talant Duișebaev       | Rusia                |
| 1995 | Jackson Richardson     | Franța               |
| 1996 | Talant Duișebaev       | Spania               |
| 1997 | Stéphane Stoecklin     | Franța               |
| 1998 | Daniel Stephan         | Germania             |
| 1999 | Rafael Guijosa         | Spania               |
| 2000 | Dragan Škrbić          | Serbia și Muntenegru |
| 2001 | Yoon Kyung-Shin        | Coreea de Sud        |
| 2002 | Bertrand Gille         | Franța               |
| 2003 | Ivano Balić            | Croația              |
| 2004 | Henning Fritz          | Germania             |
| 2005 | Árpád Sterbik          | Serbia și Muntenegru |
| 2006 | Ivano Balić            | Croația              |
| 2007 | Nikola Karabatić       | Franța               |
| 2008 | Thierry Omeyer         | Franța               |
| 2009 | Sławomir Szmal         | Polonia              |
| 2010 | Filip Jícha            | Cehia                |
| 2011 | Mikkel Hansen          | Danemarca            |
| 2012 | Daniel Narcisse        | Franța               |
| 2013 | Domagoj Duvnjak        | Croația              |
| 2014 | Nikola Karabatić       | Franța               |
| 2015 | Mikkel Hansen          | Danemarca            |
| 2016 | Nikola Karabatić       | Franța               |
| 2017 | Nu s-a acordat         | Nu s-a acordat       |
| 2018 | Mikkel Hansen          | Danemarca            |
| 2019 | Niklas Landin Jacobsen | Danemarca            |
| 2020 | Nu s-a acordat         | Nu s-a acordat       |
| 2021 | Niklas Landin Jacobsen | Danemarca            |

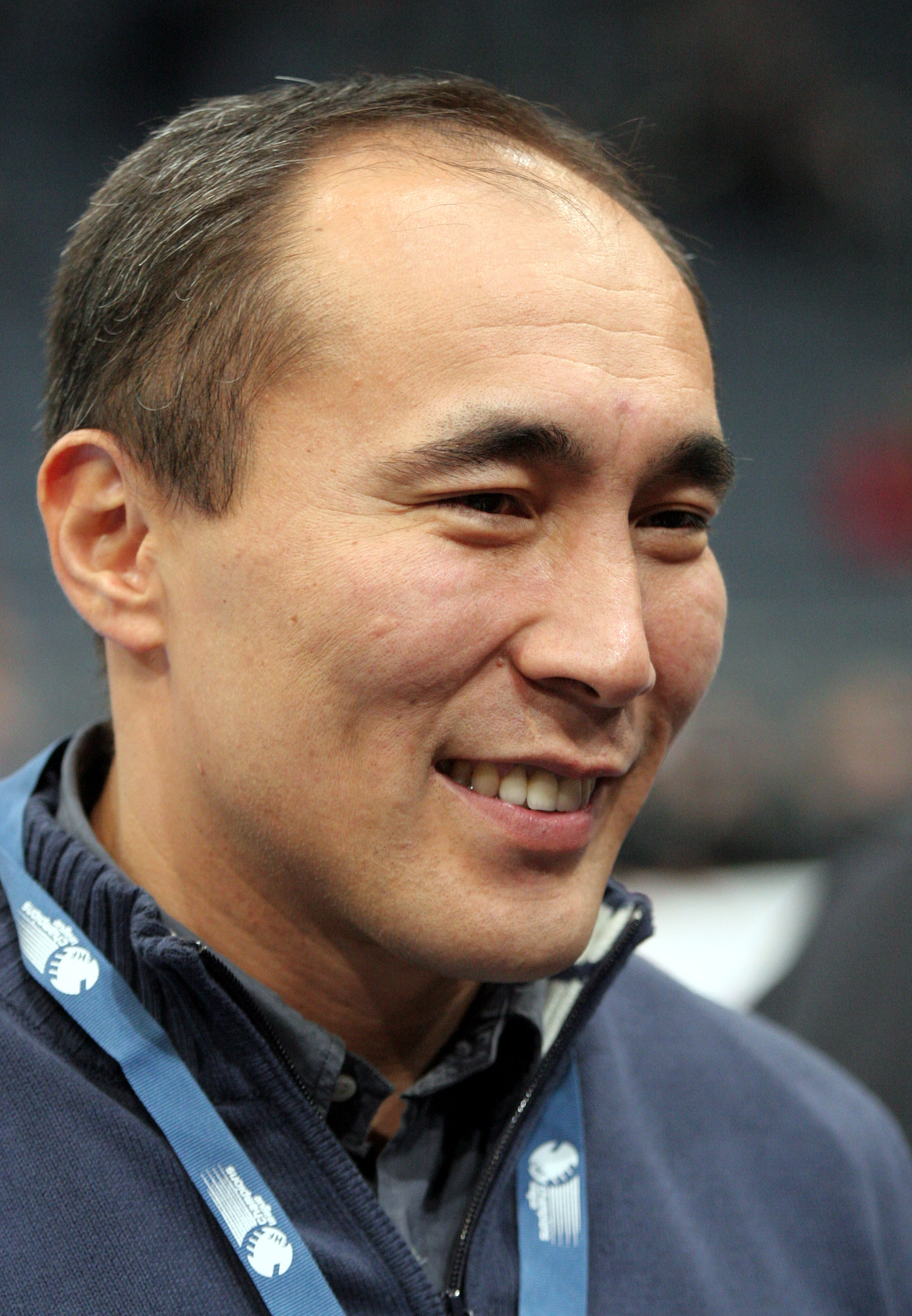
Talant Duișebaev, dublu laureat, în 1994 și 1996

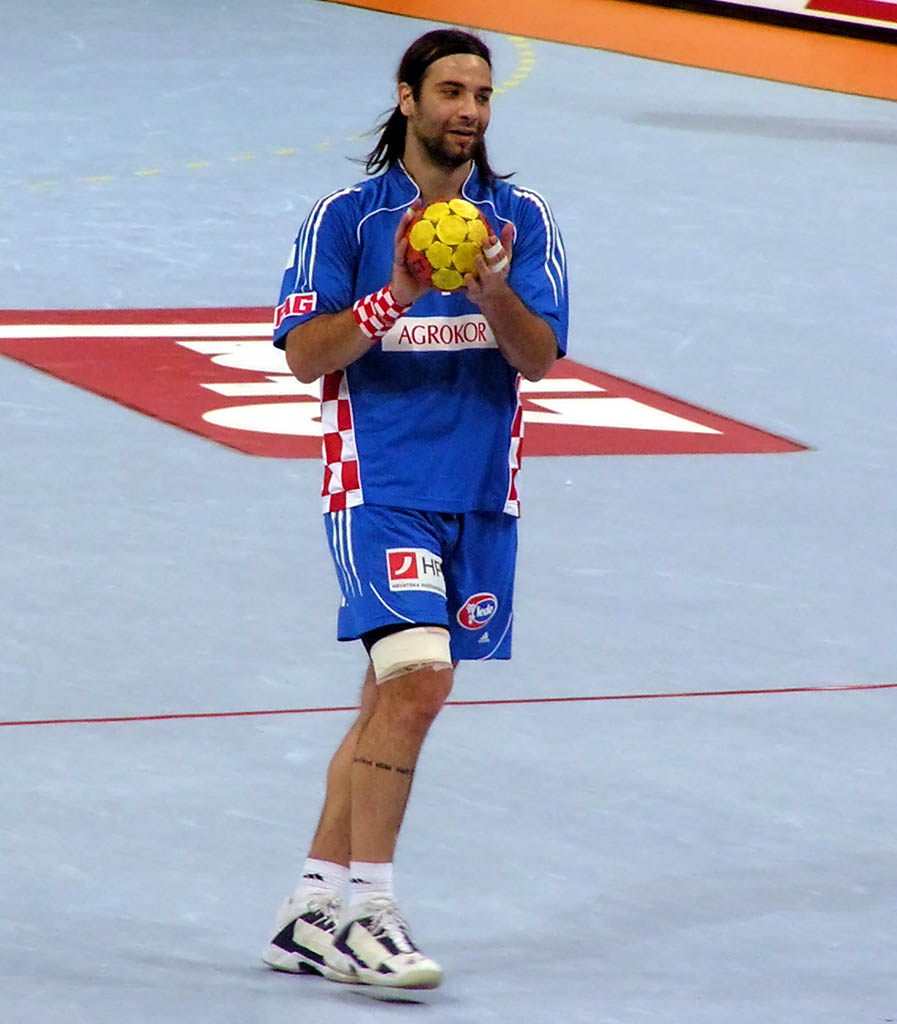
Ivano Balić, dublu laureat, în 2003 și 2006

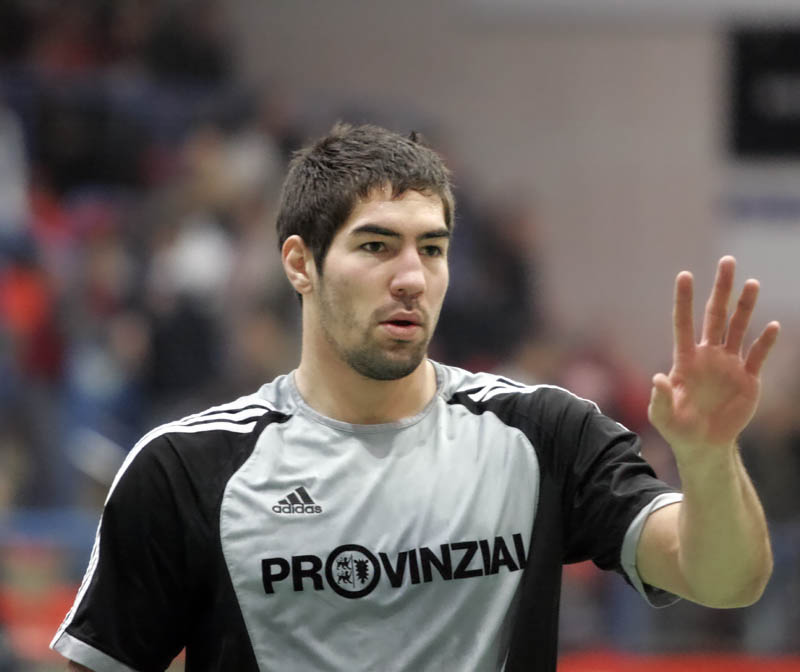
Nikola Karabatić, triplu laureat, în 2007, 2014 și 2016

Nikola Karabatić și Mikkel Hansen au primit de trei ori distincția IHF.

## Feminin
| An   | Câștigător              | Țara           |
| ---- | ----------------------- | -------------- |
| 1988 | Svetlana Kitić          | Iugoslavia     |
| 1989 | Kim Hyun-Mee            | Coreea de Sud  |
| 1990 | Jasna Kolar-Merdan      | Austria        |
| 1991 | Nu s-a acordat          | Nu s-a acordat |
| 1992 | Nu s-a acordat          | Nu s-a acordat |
| 1993 | Nu s-a acordat          | Nu s-a acordat |
| 1994 | Mia Hermansson          | Suedia         |
| 1995 | Erzsébet Kocsis         | Ungaria        |
| 1996 | Lim O-Kyeong            | Coreea de Sud  |
| 1997 | Anja Andersen           | Danemarca      |
| 1998 | Trine Haltvik           | Norvegia       |
| 1999 | Ausra Fridrikas         | Austria        |
| 2000 | Bojana Radulović        | Ungaria        |
| 2001 | Cecilie Leganger        | Norvegia       |
| 2002 | Zhai Chao               | China          |
| 2003 | Bojana Radulović        | Ungaria        |
| 2004 | Anita Kulcsár           | Ungaria        |
| 2005 | Anita Görbicz           | Ungaria        |
| 2006 | Nadine Krause           | Germania       |
| 2007 | Gro Hammerseng          | Norvegia       |
| 2008 | Linn-Kristin Riegelhuth | Norvegia       |
| 2009 | Allison Pineau          | Franța         |
| 2010 | Cristina Neagu          | România        |
| 2011 | Heidi Løke              | Norvegia       |
| 2012 | Alexandra do Nascimento | Brazilia       |
| 2013 | Andrea Lekić            | Serbia         |
| 2014 | Eduarda Amorim          | Brazilia       |
| 2015 | Cristina Neagu          | România        |
| 2016 | Cristina Neagu          | România        |
| 2017 | Nu s-a acordat          | Nu s-a acordat |
| 2018 | Cristina Neagu          | România        |
| 2019 | Stine Bredal Oftedal    | Norvegia       |
| 2020 | Nu s-a acordat          | Nu s-a acordat |
| 2021 | Sandra Toft             | Danemarca      |

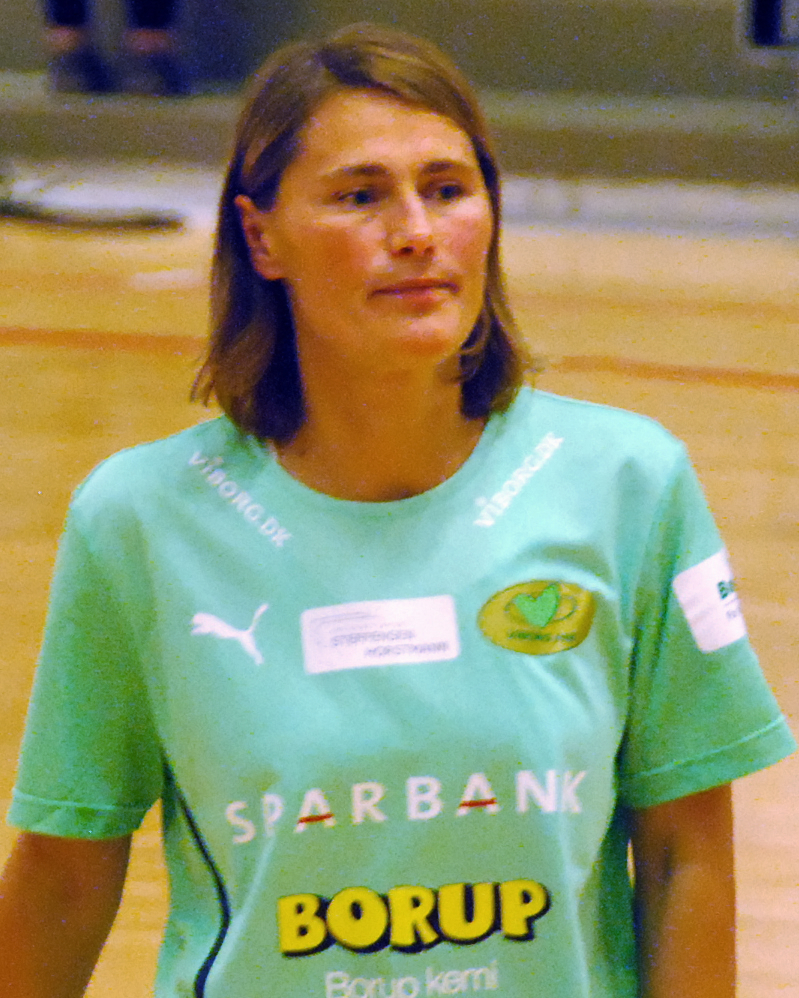
Anja Andersen, laureată în 1997

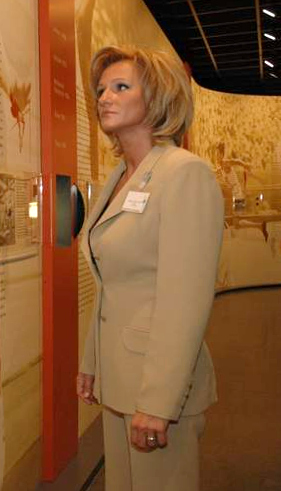
Bojana Radulovics, dublă laureată, în 2000 și 2003

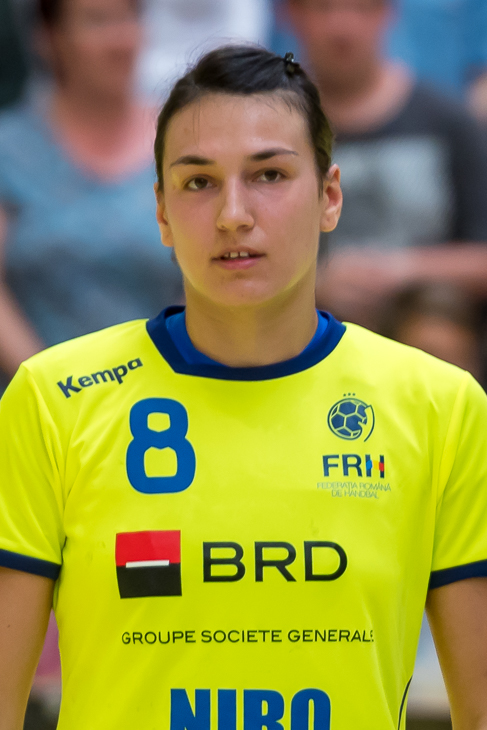
Cristina Neagu, cvadruplă laureată, în 2010, 2015, 2016 și 2018

Cristina Neagu este până acum singura jucătoare care a primit de patru ori distincția IHF.